# 青山円形劇場
1. 劇場内観（客席側からステージ見下ろし）
2. 劇場内観（ステージ側から客席見上げ）等

青山円形劇場（あおやまえんけいげきじょう、Aoyama Round Theatre）は、かつて東京都渋谷区神宮前に所在した劇場である。1985年「こどもの城」にオープンした。

## 概要
日本初の完全円形オープン・スペースで、360度すべての方向から観客の視線を受けるという、非常に特徴的な構造を持った劇場である。フロアは44個の迫りに分割されていて、各々の迫りが昇降可能となっている（中心の円形ステージが4個、客席部分が40個の迫りになっており、異なる使い方も可能である）。客席数は最大376席となっている。
2012年9月28日に厚生労働省がこどもの城を2015年3月末を目途に閉館すると発表、これを受けて運営者の財団法人児童育成協会も2015年1月11日で青山円形劇場を閉館することを発表し、2015年1月に閉館した。
閉館後は、同じこどもの城内の青山劇場とともに多目的ホールとして改修される予定であったが、2022年に改修の中止が発表された。

## アクセス
- 東京メトロ千代田線・半蔵門線表参道駅から徒歩8分
- 渋谷駅から宮益坂方面へ徒歩10分